# Kopani (obwód chersoński)
Kopani (ukr. Копані) – przysiółek na południu Ukrainy, w obwodzie chersońskim, w rejonie biłozerskim. 42 mieszkańców.